# 三放世代
三放世代（三抛世代 / さむぽせだい / サムポセデ、朝鮮語: 삼포세대）とは、2011年に誕生した韓国の造語・スラング。恋愛・結婚・出産を放棄（抛棄）している若者世代を指す呼称。本項目では三放世代から派生した造語『五放世代』『七放世代』『N放世代』についても記述する。
韓国では、漢江の奇跡と呼ばれた急速な高度経済成長や民主化を経て、先進国の地位を獲得した。ところが、1997年のアジア通貨危機が起きた。そして、以降も韓国は大卒でも就職難が一気に進んだ。歴代政権は低収入で不安定な若者たちの生活向上を約束してきたが、決してはうまくはいっていない状況であり、やがて韓国の若者たちは政治に期待することや努力も辞め、諦めてしまう人が増えた。

## 三放世代となった理由
ある調査によると、三放世代である理由として、最も多かったのが「貯蓄がないから」（53.5％）である。次に、「できるかぎりの貯蓄をしても足りない」（42.1％）、三番目に「実家が裕福ではない」（36.4％）、四番目に「就職が遅れた」（33.1％）、五番目に「収入が低い」（32.1％）、六番目が「多額の借金を抱えている」（16.8％）であった。

OECD定義による一時雇用の割合推移

## 五放世代・七放世代
韓国統計庁によると2015年の国内失業率のうち青年層（15〜29歳）の失業率は10.0％と際立って高くなった。学生は大学を卒業したあと何年も就職活動を継続せざるをえず、職につけない若者たちは経済的に困窮していき「恋愛」「結婚」「出産」だけでなく「就職」「マイホーム」の5つを諦めざるを得なくなる「五放世代」、さらに「人間関係」「夢」の7つを諦めざるを得なくなる「七放世代」という表現も現れた。
| 名称     | 読み                        | 数 | 諦めたもの |
| -------- | --------------------------- | -- | ---------- |
| 三放世代 | さむぽせだい / サムポセデ   | 1  | 恋愛       |
| 三放世代 | さむぽせだい / サムポセデ   | 2  | 結婚       |
| 三放世代 | さむぽせだい / サムポセデ   | 3  | 出産       |
| 五放世代 | ごぽせだい / オポセデ       | 4  | 就職       |
| 五放世代 | ごぽせだい / オポセデ       | 5  | マイホーム |
| 七放世代 | しちぽせだい / チルポセデ   | 6  | 人間関係   |
| 七放世代 | しちぽせだい / チルポセデ   | 7  | 夢         |
| 九放世代 | きゅうぽせだい / グポセデ   | 8  | 健康       |
| 九放世代 | きゅうぽせだい / グポセデ   | 9  | 外見       |
| 十放世代 | じゅうぽせだい / シッポセデ | 10 | 人生       |

## N放世代
2019年頃には使われるようになった、全てを諦めせられた世代。この世代の絶望感は、合計特殊出生率が0%代になるという韓国の存亡にも繋がっている。2018年の韓国の合計特殊出生率は0・98人と、韓国政府が統計作成開始以来の最低記録となり、1年間の出生児数も32万人台となった。2025年には30代男女未婚率は50％超との予想が発表されている。